# 알렉산드르 프로호렌코
알렉산드르 알렉산드로비치 프로호렌코(러시아어: Алекса́ндр Алекса́ндрович Прохоре́нко; 1990년 6월 22일 ~ 2016년 3월 17일)는 러시아 연방군 특수작전부대의 상위였다. 그는 시리아 내전 중 2016년 3월 팔미라 공세에서 전사했다.
마지막 순간에 그는 ISIS 전투원들에게 사방으로 포위되었고, 자신의 위치에 공습을 명령하여 자신과 접근하는 모든 전투원을 사살하기로 결정했다.
2016년 4월 11일, 블라디미르 푸틴 대통령은 프로호렌코에게 러시아 최고 훈장인 러시아 연방영웅 칭호를 수여했다. 그의 전면 군사 장례식은 2016년 5월 6일 그의 고향 고로드키에서 거행되었다.

## 초기 및 개인 생활
프로호렌코는 오렌부르크주 고로드키 마을 출신이었다. 프로호렌코는 작전 중 사망했을 당시 결혼하여 첫 아이를 기다리고 있었다.

## 군사 경력
2007년, 그는 고로드예츠 중등학교를 은메달로 졸업하고 오렌부르크 고등 대공 미사일 학교에 입학했다. 2008년, 학교 폐쇄로 인해 그는 러시아 연방군 군사 방공 사관학교로 전학하여 우등으로 졸업했다.
사관학교 졸업 후, 그는 러시아 연방 특수작전부대 그룹의 선진 항공 사격수 보직에 배정되었다. 2016년 1월부터 그는 시리아 내 러시아 군사 작전에 전방 관측병으로 참여하여 ISIS 무장 세력의 위치에 대한 공습 유도를 담당했다.

## 사망
프로호렌코는 팔미라 해방 중에 전사하여 시리아에 배치되었다. 그의 시신을 수습하고 신원을 확인하는 데 몇 주가 걸렸다. 그는 러시아 국영 언론에 의해 러시아 람보라는 별명을 얻었고 군사적 예우를 갖춰 장례가 치러졌다. 그는 ISIS 무장 세력에 포위된 후 자신의 위치에 공습을 요청한 것으로 알려져 사후 러시아 연방영웅 칭호를 받았다. 그의 마지막 말을 기록한 것으로 알려진 텍스트 밈이 소셜 미디어에 유포되었는데, 이는 스놉스에 의해 "입증되지 않음"으로 평가되었다.

## 추모

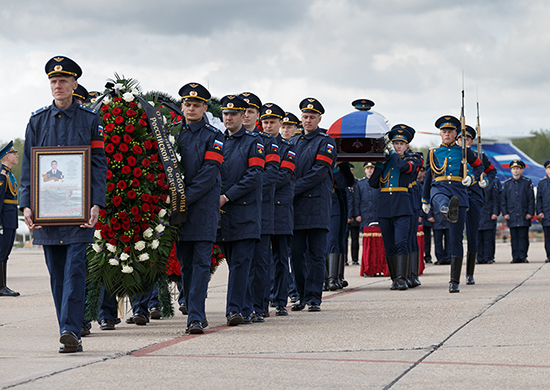
츠칼롭스키 비행장에서 알렉산드르 프로호렌코에게 작별을 고하다

프로호렌코의 시신은 쿠르드족 YPG 군대와의 협력을 통해 수습되어 본국으로 송환되었다. 러시아 국방부에 따르면, 그의 시신은 4월 29일 모스크바에 도착했으며, 대변인은 그의 송환이 "러시아 국방부의 명예 문제"였다고 밝혔다.
오렌부르크 당국은 프로호렌코를 기리기 위해 시내 거리 중 한 곳을 그의 이름을 따서 명명하기로 결정했으며 프로호렌코가 다녔던 학교의 한 교사는 자신과 다른 사람들이 이제 고로드예츠코이 중학교를 그의 이름을 따서 개명하고 싶다고 말했다.
2016년 5월 5일, 시리아 팔미라 로마 극장에서 발레리 게르기예프의 지휘로 상트페테르부르크 마린스키 극장 오케스트라가 콘서트를 열었다. 이 콘서트는 알렉산드르 프로호렌코의 추모에 헌정되었다. 이 극장은 유네스코 등재 유적지이다. 2015년 11월, ISIS는 이 극장 부지를 시리아 군인 처형 장소로 사용했다.
은퇴한 프랑스 시민 두 명인 미슐린 마게와 다니엘 꾸튀르는 제2차 세계 대전 시대의 군사 훈장을 그의 가족에게 기부하여 프로호렌코에게 경의를 표했다. 미슐린 마게와 그녀의 남편 장-클로드는 러시아로 여행하여 러시아 국방부 회의에서 그의 부모인 알렉산드르와 나탈리아 프로호렌코, 그리고 그의 형 이반에게 훈장을 전달했다. 마게는 레지옹 도뇌르 훈장 (Ordre National de la Légion d'honneur)과 청동 팜이 달린 전쟁 십자 훈장 (Croix de Guerre)을 수여했다. 이 상들은 제2차 세계 대전에 참전했던 가까운 가족 구성원들의 것이었다. 다니엘 꾸튀르는 프랑스 레지스탕스 단원이었던 그의 아버지의 레지옹 도뇌르 훈장을 보냈다. 꾸튀르는 편지에서 프로호렌코가 러시아와 프랑스뿐만 아니라 테러의 위협을 받는 다른 모든 국가들을 방어하다가 사망했다고 느꼈다고 언급했다. 그는 또한 "나치 독일에 대한 승리에 결정적인 기여를 한" 러시아 국민들에게 경의를 표하고 싶다고 밝혔다. "Ordre National de la Legion d’Honneur" (레지옹 도뇌르 훈장)은 프랑스 군사 및 민사 공로에 대한 최고 훈장이다.
2016년 10월 5일, 로마 러시아 문화 센터에서 열린 행사에서 ANDPI (이탈리아 낙하산병 협회), 로마 지부는 알렉산드르 프로호렌코의 추모에 헌정된 제161회 낙하산 강습을 개강했다.
2017년 9월 9일, 바글리 솟토 호수 기슭의 명예 및 불명예 공원에서 열린 행사에서 풀리아 행정부는 러시아 정부와 협력하여 알렉산드르 프로호렌코를 묘사한 기념 대리석 조각상을 공개했는데, 이 조각상은 공원의 명예 구역에 위치해 있다.

## 같이 보기
- 러시아 연방영웅 목록
- 최후의 결전 목록
- 시리아 내 러시아 연방군 사상자